# Umberto Bindi
Umberto Bindi (Bogliasco, 12 de mayo de 1932 - Roma, 23 de mayo de 2002) fue un cantante, compositor y pianista italiano. Es especialmente conocido por la popular canción que coescribió con Gino Paoli: Il mio mondo, que grabó en italiano en 1963, y La musica è finita, grabada por Ornella Vanoni, Mina Mazzini y en inglés (Our song) por Robert Plant.

## Trayectoria artística
Bindi nació en Bogliasco (provincia de Génova), Italia, y recibió una formación clásica. Escribió su primera canción, "T'ho perduto" ("Te he perdido"), en 1950. Hizo su debut profesional en la música popular italiana en 1959 con su composición "Arrivederci". La canción fue grabada por Don Marino Barreto Jr., y pronto se convirtió en el sencillo más vendido en Italia para ese año. Una versión fue grabada por Chet Baker en 1960 para la película italiana Urlatori alla sbarra.
El primer álbum de Bindi, Umberto Bindi e le sue canzoni, fue lanzado en 1960. Bindi también escribió y grabó una serie de canciones que lo darían a conocer al público en general en Italia. Algunos de ellos se convirtieron en éxitos clásicos allí, versionados muchas veces: además de Arrivederci, Il nostro concerto, 1960, número 2 en la lista de singles más vendidos de Italia para el año, Riviera (1961) e Il mio mondo. Este último fue grabado en inglés en 1964 por la cantante pop británica Cilla Black, y se mantuvo en el número 1 en la lista de singles del Reino Unido durante cuatro semanas, mientras que también alcanzó el número 1 en Australia, el número 2 en Irlanda y Nueva Zelanda y el número 26 en los Estados Unidos. El mismo tema fue traducido en inglés por Carl Sigman: You're my world, fue cantado también por Tom Jones y Dionne Warwick. Otra de sus canciones: Il nostro concerto, pasó una semana en la lista de singles del Reino Unido en noviembre de 1960, en el número 47. Bindi escribió además la música de otro clásico italiano: La musica è finita (1967), con letra de Franco Califano y de Nisa, interpretada por Ornella Vanoni (con la que lo cantó a dúo) y Mina. Sin embargo, su carrera como cantante en Italia se estancó, y él y los críticos musicales lo atribuyeron a la incomodidad de los medios italianos en la década de 1960 con la homosexualidad del artista, aunque el cantante siguió haciendo algunas apariciones en conciertos.
El también cantautor Sergio Endrigo le definió como «il più musicista di tutti noi cantautori» (el más músico de nuestros cantautores). Bindi murió en Roma el 23 de mayo de 2002 en el Hospital Spallanzani, a la edad de 70 años donde había estado hospitalizado durante cuatro días debido al empeoramiento de su condición cardíaca. La cámara funeraria se instaló en la sala de la Protomoteca del Palazzo Senatorio en el Capitolio; el funeral se celebró el 27 de mayo en la Basílica de Santa María en Montesanto, conocida como la Iglesia de los Artistas en la Piazza del Popolo; después de la ceremonia fúnebre, el municipio de Roma dispuso un entierro temporal en el cementerio monumental de Verano, y después de cuatro meses fue enterrado junto a su madre en el cementerio municipal de Bogliasco. En 2005 su localidad natal le dedicó un mirador sobre el mar en su honor: "Belvedere Bindi".

## Discografía

### Álbumes
- Umberto Bindi e le sue canzoni (1960)
- Umberto Bindi (1961)
- Con il passare del tempo (1972)
- Io e il mare (1976)
- D'ora in poi (1982; reeditado como Le voci della sera en 1996)
- Bindi (1985)
- Di coraggio non-si muore (1996)

### Sencillos
- "Arrivederci" / "Odio" (Ricordi) (1959)
- "Amare te/Nuvola per due" (Ricordi) (1959)
- "Girotondo per i grandi" / "Basta una volta" (Ricordi) (1959)
- "Tu" / "Non so" (Ricordi) (1959)
- "Un giorno, un mese, un anno" / "Lasciatemi sognare" (Ricordi) (1960)
- "Appuntamento a Madrid" / "Il confine" (Ricordi) (1960)
- "È vero" / "Luna nuova sul Fuji-Yama" (Ricordi) (1960)
- "Il nostro concerto" / "Un giorno, un mese, un anno" (Ricordi) (1960)
- "Se ci sei" / "Chiedimi l'impossibile" (Ricordi) (1960)
- "Un paradiso da vendere" / "Marie Claire" (Ricordi) (1960)
- "Non mi dire chi sei" / "Amare te" (Ricordi) (1961)
- "Riviera" / "Vento di mare" (Ricordi) (1961)
- "Noi due" / "Appuntamento a Madrid" (Ricordi) (1961)
- "Ninna nanna" / "Girotondo per i grandi" (Ricordi) (1961)
- "Jane" / "Carnevale a Río" (Ricordi) (1962)
- "Un ricordo d'amore" / "Vacanze" (RCA) (1962)
- "Il mio mondo" / "Vieni, andiamo" (RCA) (1963)
- "Ave María" / "Un uomo che ti ama" (RCA) (1964)
- "Quello che c'èra un giorno" / "Il giorno della verità" (RCA) (1964)
- "Per vivere" / "Storia al mare" (Ariston) (1968)
- "Yegua" / "Ma perché" (Variedades) (1969)
- "Io e il mare" / "Flash" (Durium) (1976)
- "L'alba" / "Bogliasco notturno" (Durium) (1976)
- "Letti (con i New Trolls)" / "Chiara" / "Miracolo miracolo" (solo New Trolls) (Escenario Fonopoli) (1976)